# Sirat Al-Bunduqiyyah
Sirat Al-Bunduqiyyah (arabiska med betydelsen "Berättelse om Venedig") är ett italienskt seriealbum av Hugo Pratt. Albumet har även publicerats med den italienska titeln Favola di Venezia ("Fabel om Venedig"). Det publicerades i albumform första gången 1979, av italienska Milano Libri och i en färglagd utgåva i liggande – italienskt – format. Historien hade då följetongspublicerats med titeln Fiaba de Venezia ("Saga om Venedig") mellan juni och december 1977, i den italienska veckotidningen L'Europeo.
Historien ingår i albumserien Corto Maltese. Den följer titelpersonen under tiden 10–25 april 1921, då han befinner sig i uppväxtorten Venedig. Albumet har senare översatts till ett antal olika språk (dock inte svenska).

## Handling
Historien utspelas mot bakgrund av den växande fascismen i Italien, några år efter första världskrigets slut. Den historiskt intresserade äventyraren Corto Maltese är på jakt efter "Salomos nyckelben" (en ädelsten omnämnd sedan medeltiden) med och stöter under letandet på Abraxas, frimurarloger och fascistiska miliser. Här finns även andra ingredienser av äventyrsromansnitt, inklusive en gåta, en legendarisk smaragd, mystiska kvinnor, adelsmän på ruinens brant, hemliga sällskap och magiska platser i Venedig. Därutöver kryddar författaren berättelsen med upplevelser ur den egna uppväxten i staden.

Abraxas, som både dyker upp på en vägg hos Hermes Trismegistos-logen och hemma hos Hipazia.

### Hermeslogen
Historien är löst uppdelad i fyra kapitel. Den första inleds med att Corto jagas av fascistiska milismän och söker skydd hos frimurarna. När natten fallit får Corto sällskap av logemedlemmen Bepi Falieri på sin vandring genom Venedigs gator och gränder. Denne får då veta av Corto att han är i staden för att försöka lokalisera smaragden "Salomos nyckelben".
De två vandrarna stöter på fascistiska svartskjortor. Poeten Gabriele D'Annunzio kommer dock till deras hjälp, och trion kommer sedan att diskutera kring neoplatonska läror, Hypatia och författaren Frederick Rolfe ("Baron Corvo" – 'Korpbaronen' på äldre italienska).

### Korpbaronens gåta

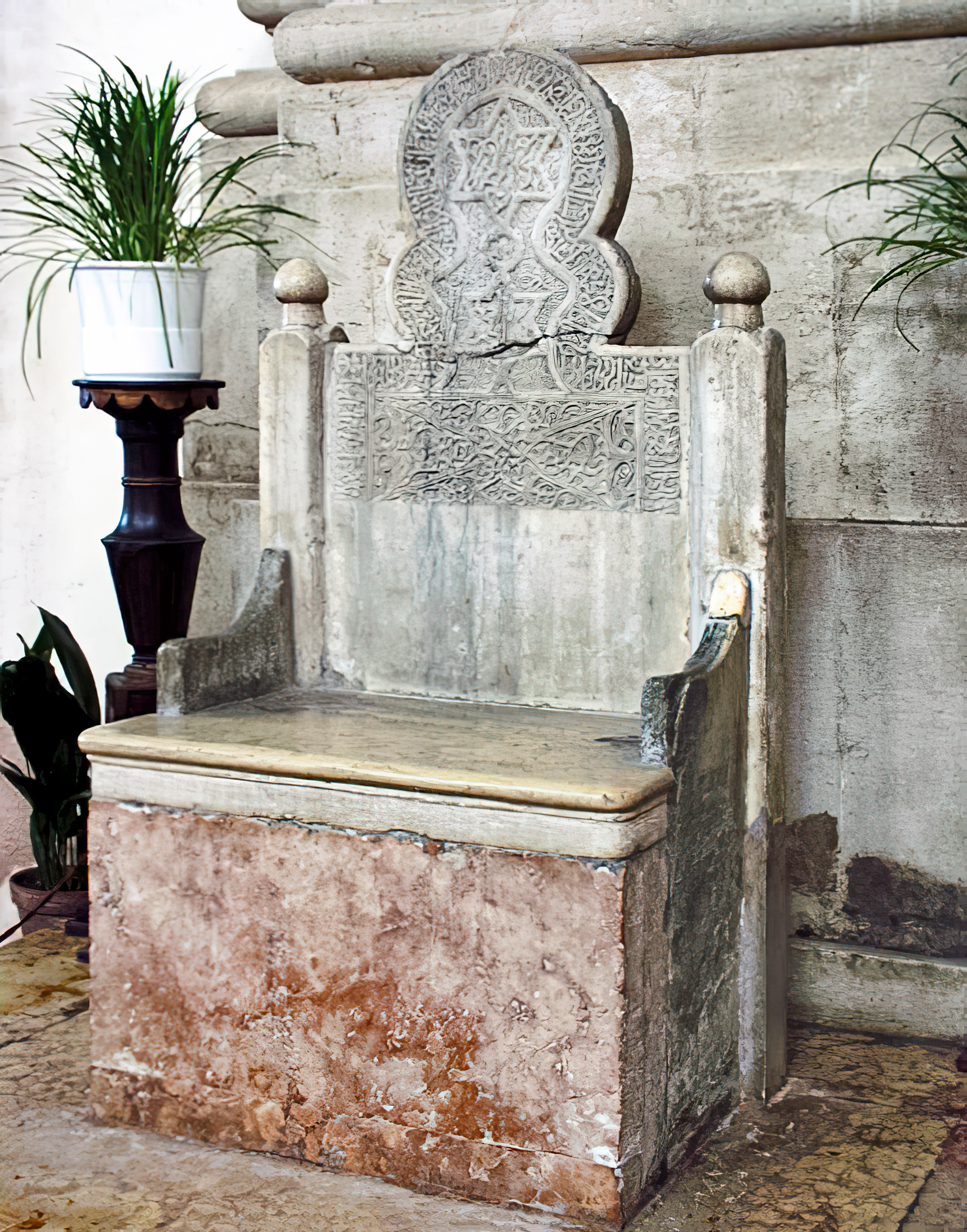
"Petersstol" i basilikan San Pietro di Castello.

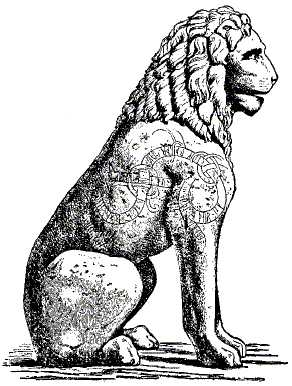
Pireuslejon vid Venedigs arsenal, komplett med inristade runor.

Bepi bjuder in Hypatia till att möta Corto. På tal om den magiska smaragden avslöjar att "baronen" strax före sin död presenterade honom för gåtan "Det grekiska lejonet tappar sitt nordliga ormskinn bland Venedigs dimmor".
Senare besöker Corto kyrkan San Pietro di Castello, för att undersöka "Petersstolen" och dess begravningsinskriptioner. Texterna är på arabiska. Han beger sig sedan till Arsenalen för att närmare studera de nordiska runor som ristats in på skuldrorna på den grekiska lejonstatyn, sannolikt med koppling till Rolfes gåta. Därefter tar Corto sig till stadens gamla getto, för meddela sina fynd till den lärde Melchisedech.
Dagen därpå vill Corto få kontakt med milisledaren Stevanis far, som D'Annunzio tipsat om. Bepi Faliero ligger dock ett steg före, och Stevani vet nu en hel del om Cortos efterforskningar. Stevani berättar för Bepi om bakgrunden till smaragden och dess osäkra öde, någonstans i Venedig.
Plötsligt hörs ljudet av två explosioner. Stevani är skadad, och svartskjortorna tror att Corto är den skyldige. Strax får Corto även fly undan polisen, över stadens hustak. Stevani går i god för Corto Maltese, men avlossade skott skördar offer.

### Mötenas trappa

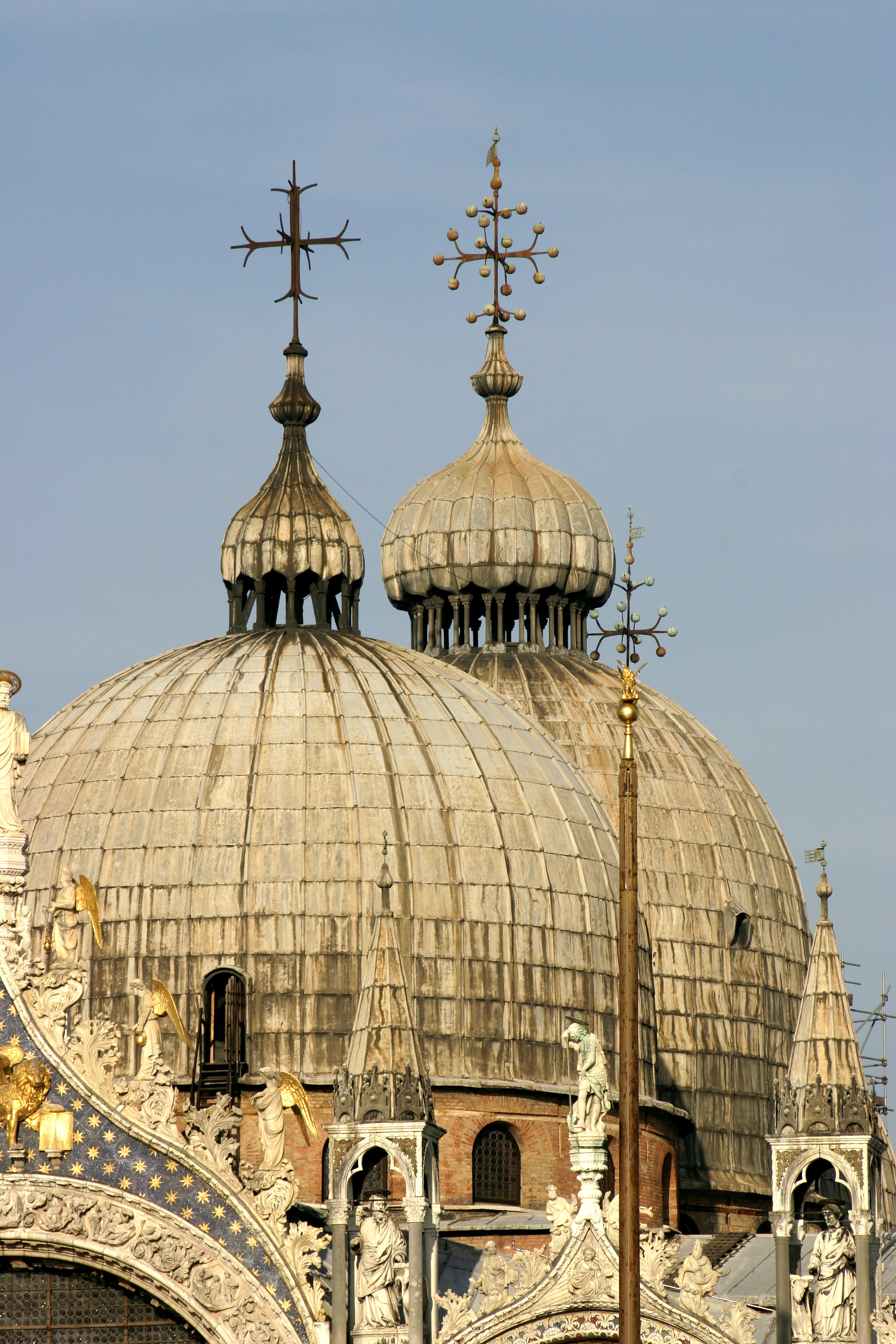
Kupoler på Markuskyrkan i Venedig.

Corto fortsätter sin flykt över Venedigs hustak. Han halkar dock på regnvåta tegelpannor och faller ner på en avsats. Därefter inleds en drömsekvens där Fatimas hand och en sorts Aladdins lampa dyker upp. Anden som kommer fram ur lampan erbjuder sig att söka rätt på "Salomos nyckelben", men det visar sig bara vara en list. Corto flyr undan andens vakt genom att vakna.
Efter att ha räddats från terrassen möter Corto Louise Brookszowyc – "Skönheten från Milano" – när han vaknar efter tre dagars vård. Stevani är nu utom fara, men dagboken har blivit stulen. Corto söker hjälp hos frimurarna, vars hemlige ledare visar sig vara ingen annan än Teone, Hipazias far.
Misstankar omkring frimurarnas inblandning stärks, men inget kan bevisas.

### Sankt Markus uppenbarelser
I berättelsens sista kapitel upptäcker vår hjälte den skattgömma där smaragden placerats, i "Mötenas trappa" vid frimurarlogens inre gård. Men precis då överfalls Corto av en av ordensbröderna – Bepi Faliero. Denne neutraliseras dock och erkänner döende att han, med Hipazia som medhjälpare, ville bli av med alla dem som letade efter ädelstenen.
Corto öppnar slutligen skattgömman men finner där bara ett brev från "Baron Corvo", daterat den 1 april. I brevet meddelas att han också blev besviken över att finna gömman tom.
En eldsvåda utbryter plötsligt. Hipazia – som i sin galenskap tror sig vara reinkarnationen av filosofen Hypatia – ligger bakom det mesta av brotten i berättelsen. Hon dör dock för Stevanis hand – Stevani är mannen bakom branden.
Efter branden hamnar Teone på sjukhus. Han erkänner att han uppmuntrat sin dotters villfarelser, i en önskan att få bättre kontroll över henne.
Därefter bestämmer sig Corto Maltese för att återvända till "Mötenas trappa", eftersom det är aftonen före 25 april, Sankt Markus dag. Det sägs att man träffar på märkliga ting denna kväll. Corto inleder en diskussion med en gårdsbrunn med förvirrad personlighet, vilket leder till ett citat av Prospero ur Shakespeare Stormen. Och slutligen känner Corto efter i sin ficka och finner där – mot all rimlighet – "Salomos nyckelben".

## Seriefigurer
Berättelsen befolkas av en blandning av Pratts skapelser och historiska personer som mer eller mindre mot logikens lagar råkar befinna sig i staden samtidigt som Corto Maltese. 

### Historiska personer
- Poeten Gabriele D'Annunzio
- Författaren Frederick Rolfe, med tillnamnet "Baron Corvo" ('Kokrpbaronen'), som avled i Venedig 1913

### Hugo Pratts skapelser

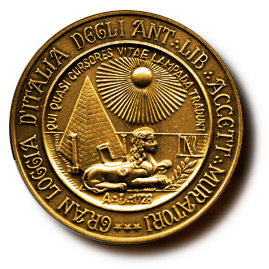
Den italienska storlogens insignier.

- Corto Maltese – ett efterlämnat brev från "Baron Corvo" väcker Cortos intresse
- Bepi Faliero – frimurare och medlem av Hermes Trismegistos-logen
- Stevani – medlem av Svartskjortorna, fascisternas milis i Venedig
- Hipazia – tror sig vara reinkarnation av den neoplatonska matematikern och filosofen Hypatia
- Theone – astronom, astrolog och matematiker. Far till Hipazia (Hypatia) och hemlig ledare av den lokala Hermeslogen
- Melchisedech – ålderman i det judiska gettot, med samma namn som Bibelns Melkisedek
- Rasputin – Cortos omväxland älsklingsfiende och handgångne, som framträder i en dröm
- "Lilla Silverfot" – handelsman, som hjälper Corto i hans efterforskningar
- Böeke – son till "Lilla Silverfot", naiv sjöman och hemligen förälskad i Hipazia
- Louise Brookszowyc – vän till "Lilla Silverfot", av polskt ursprung och känd som "Skönheten från Milano" (och med namn och utseende inspirerade av Louise Brooks[4])

## Bakgrund och påverkan
Som barn hade Hugo Pratt läst Hypatia, en historisk roman av den filosofiskt intresserade Charles Kingsley. Romanens utläggning med folk, sekter och religioner som blandas fascinerade den unge Pratt.
Albumhistorien var från början ett samarbetsprojekt mellan Pratt och den mångårige vännen Alberto Ongaro. De två blev dock inte överens om inriktningen på historien, vilket ledde till att Ongaro skrev boken La taverna del doge Loredan (1980) och Pratt författade serien på egen hand. Teckningarna är av Pratt, med hjälp av Guido Fuga för arkitektur och liknande, och med förekommande färgläggning av Mariolina Pasqualini. Historien alla inslag kopplade till Pratts barndomsupplevelser är i någon mening en kärleksförklaring till staden.
När berättelsen trycktes under 1977, i italienska L'Europeo, var det första Pratt-serien att förpubliceras utanför seriepressen. De olika albumutgåvorna har i regel innehållit Pratts egna förord, omkring alla de ockulta och historiska fenomen som fyller berättelsen. Förordet refereras till i Milo Manaras mycket Pratt-inspirerade album HP och Giuseppe Bergman och har även kommit att användas i undervisningen i italienska skolor.

## Utgivningshistorik

### Förpublicering
- (italienska) 1977 – Favola di Venezia (Sirat Al-Bunduqiyyah), i färg i bilagan till veckotidningen L'Europeo, #21/22 (3 juni 1977) till #51 (23 december 1977)
- (franska) 1979 – Fable de Venise (Sirat Al-Bunduqiyyah), i svart-vitt i nummer 12–15 av À Suivre (1979)

### Albumutgivning
Nedan listas förstautgåvor på olika språk i bokform. Där inte anges annat är trycket i svart-vitt.
- (italienska) 1979 – Sirat Al-Bunduqiyyah, Milano Libri (färg)
- (franska) 1981 – Fable de Venise (Sirat Al-Bunduqiyyah), Casterman
- (nederländska) 1984 – Fabel van Venetië - Sirat Al-Bunduqiyyah, Casterman
- (danska) 1984 – Legenden om Venedig, Interpresse
- (tyska) 1985 – Venezianische Legende, Carlsen Verlag[8]
- (spanska) 198(7) – Fábula de Venecia, Nueva Frontera
- (engelska) 1990 – Fable of Venice, NBM
- (finska) 1997 – Kertomus Venetsiasta (Sirat al bunduqiyyah), Jalava
- (bokmål) 2006 – Eventyr i Venezia, Egmont Serieforlaget
- (katalanska) 2010 – Faula de Venècia, Norma Editorial[9]